# Lista orașelor și comunelor din Brandenburg
In landul federal Brandenburg sunt:
- 420 de localități din care sunt:
  - 112 orașe
  - 4 districte urbane
  - 13 orașe districte
  - 308 orașe și comune

## districte urbane
- Potsdam (Capitala Landului)

| - Brandenburg an der Havel | - Cottbus | - Frankfurt (Oder) |

## orașe districte
| - Bernau bei Berlin - Eisenhüttenstadt - Falkensee - Fürstenwalde/Spree - Guben | - Hennigsdorf - Neuruppin - Oranienburg (Kreisstadt) - Rathenow | - Senftenberg - Spremberg - Strausberg - Wittenberge |

## A
| - Ahrensfelde - Altdöbern - Althüttendorf | - Altlandsberg - Alt Tucheband - Alt Zauche-Wußwerk | - Am Mellensee - Angermünde |

## B
| - Bad Freienwalde (Oder) - Bad Liebenwerda - Bad Saarow - Bad Wilsnack - Baruth/Mark - Beelitz - Beeskow (Kreisstadt) - Beetzsee - Beetzseeheide - Beiersdorf-Freudenberg - Belzig (Kreisstadt) - Bensdorf - Berge - Berkenbrück | - Berkholz-Meyenburg - Bernau bei Berlin - Bersteland - Bestensee - Biesenthal - Birkenwerder - Blankenfelde-Mahlow - Bleyen-Genschmar - Bliesdorf - Boitzenburger Land - Borkheide - Borkwalde - Brandenburg an der Havel - Breddin | - Breese - Breydin - Brieselang - Briesen - Briesen (Mark) - Brieskow-Finkenheerd - Britz - Bronkow - Brück - Brüssow - Buckautal - Buckow (Märkische Schweiz) - Burg (Spreewald) - Byhleguhre-Byhlen |

## C
| - Calau - Carmzow-Wallmow - Casekow | - Chorin - Cottbus | - Crinitz - Cumlosen |

## D
| - Dabergotz - Dahme/Mark - Dahmetal - Dallgow-Döberitz - Diensdorf-Radlow | - Dissen-Striesow - Doberlug-Kirchhain - Döbern - Drachhausen | - Drahnsdorf - Drebkau - Dreetz - Drehnow |

## E
| - Eberswalde (Kreisstadt) - Eichwalde | - Eisenhüttenstadt - Elsterwerda | - Erkner |

## F
| - Falkenberg - Falkenberg/Elster - Falkenhagen (Mark) - Falkensee - Fehrbellin - Felixsee - Fichtenhöhe | - Fichtwald - Finsterwalde - Flieth-Stegelitz - Forst (Lausitz) (Kreisstadt) - Frankfurt (Oder) - Frauendorf | - Fredersdorf-Vogelsdorf - Friedland - Friedrichswalde - Friesack - Fürstenberg/Havel - Fürstenwalde/Spree |

## G
| - Gartz (Oder) - Garzau-Garzin - Gerdshagen - Gerswalde - Glienicke/Nordbahn - Göritz - Görzke - Gollenberg - Golßen - Golzow (b.Brandenburg) - Golzow (Oderbruch) - Gorden-Staupitz - Gosen-Neu Zittau | - Gräben - Gramzow - Gransee - Gröden - Großbeeren - Großderschau - Großkmehlen - Groß Köris - Groß Kreutz (Havel) - Groß Lindow - Groß Pankow (Prignitz) - Großräschen - Groß Schacksdorf-Simmersdorf | - Großthiemig - Großwoltersdorf - Grünewald - Grünheide (Mark) - Grünow - Grunow-Dammendorf - Guben - Gülitz-Reetz - Guhrow - Gumtow - Gusow-Platkow - Guteborn |

## H
| - Halbe - Halenbeck-Rohlsdorf - Havelaue - Havelsee - Heckelberg-Brunow - Heideblick - Heideland - Heidesee - Heiligengrabe | - Heinersbrück - Hennigsdorf - Hermsdorf - Herzberg (Elster) (Kreisstadt) - Herzberg (Mark) - Hirschfeld - Hohenbocka - Hohenbucko | - Hohenfinow - Höhenland - Hohenleipisch - Hohen Neuendorf - Hohensaaten - Hohenselchow-Groß Pinnow - Hoppegarten - Hornow-Wadelsdorf |

## I
| - Ihlow (Fläming) |

## J
| - Jacobsdorf - Jämlitz-Klein Düben | - Jänschwalde - Jamlitz | - Joachimsthal - Jüterbog |

## K
| - Karstädt - Kasel-Golzig - Ketzin - Kleinmachnow - Kleßen-Görne - Kloster Lehnin | - Königs Wusterhausen - Kolkwitz - Kotzen - Krausnick-Groß Wasserburg - Kremitzaue | - Kremmen - Kroppen - Kümmernitztal - Küstriner Vorland - Kyritz |

## L
| - Langewahl - Lanz - Lauchhammer - Lawitz - Lebus - Lebusa - Leegebruch - Legde/Quitzöbel - Lenzen (Elbe) - Lenzerwische | - Letschin - Lichterfeld-Schacksdorf - Liebenwalde - Lieberose - Liepe - Lietzen - Lindenau - Lindendorf - Lindow (Mark) - Linthe | - Löwenberger Land - Luckaitztal - Luckau - Luckenwalde - Ludwigsfelde - Lübben (Spreewald) (Kreisstadt) - Lübbenau/Spreewald - Lunow-Stolzenhagen - Lychen |

## M
| - Madlitz-Wilmersdorf - Märkisch Buchholz - Märkisch Linden - Märkisch Luch - Märkische Heide - Märkische Höhe - Marienfließ - Marienwerder - Mark Landin | - Massen-Niederlausitz - Melchow - Merzdorf - Mescherin - Meyenburg - Michendorf - Milmersdorf - Milower Land - Mittenwalde (Mark) | - Mittenwalde (Uckermark) - Mixdorf - Mühlberg/Elbe - Mühlenbecker Land - Mühlenberge - Mühlenfließ - Müllrose - Müncheberg - Münchehofe |

## N
| - Nauen (Stadt) - Neiße-Malxetal - Neißemünde - Nennhausen - Neuenhagen bei Berlin - Neuhardenberg - Neuhausen/Spree - Neulewin | - Neupetershain - Neuruppin (Kreisstadt) - Neu-Seeland - Neustadt (Dosse) - Neutrebbin - Neu Zauche - Neuzelle | - Niederer Fläming - Niederfinow - Niedergörsdorf - Niemegk - Nordwestuckermark - Nuthetal - Nuthe-Urstromtal |

## O
| - Oberbarnim - Oberkrämer - Oberuckersee | - Oderaue - Oderberg | - Oranienburg (Kreisstadt) - Ortrand |

## P
| - Päwesin - Panketal - Parsteinsee - Passow - Paulinenaue - Peitz - Perleberg (Kreisstadt) - Pessin | - Petershagen/Eggersdorf - Pinnow - Pirow - Planebruch - Planetal - Plattenburg - Plessa | - Podelzig - Potsdam - Premnitz - Prenzlau (Kreisstadt) - Pritzwalk - Prötzel - Putlitz |

## R
| - Rabenstein/Fläming - Ragow-Merz - Randowtal - Rangsdorf - Rathenow (Kreisstadt) - Rauen - Rehfelde - Reichenow-Möglin | - Reichenwalde - Reitwein - Retzow - Rheinsberg - Rhinow - Rietz-Neuendorf - Rietzneuendorf-Staakow - Röderland | - Rosenau - Roskow - Rückersdorf - Rüdersdorf bei Berlin - Rüdnitz - Rühstädt - Rüthnick - Ruhland |

## S
| - Sallgast - Schenkenberg - Schenkendöbern - Schilda - Schipkau - Schlaubetal - Schlepzig - Schlieben - Schmogrow-Fehrow - Schönborn - Schöneberg - Schönefeld - Schöneiche bei Berlin - Schönermark - Schönewalde - Schönfeld - Schönwald | - Schönwalde-Glien - Schorfheide - Schraden - Schulzendorf - Schwarzbach - Schwarzheide - Schwedt/Oder - Schwerin - Schwielochsee - Schwielowsee - Seddiner See - Seeblick - Seelow (Kreisstadt) - Senftenberg (Kreisstadt) - Siehdichum - Sieversdorf-Hohenofen | - Sonnenberg - Sonnewalde - Spreenhagen - Spreewaldheide - Spremberg - Stahnsdorf - Stechlin - Stechow-Ferchesar - Steinhöfel - Steinreich - Storbeck-Frankendorf - Storkow (Mark) - Straupitz - Strausberg - Stüdenitz-Schönermark - Sydower Fließ |

## T
| - Tantow - Tauche - Tauer - Teichland - Teltow - Temmen-Ringenwalde | - Temnitzquell - Temnitztal - Templin - Tettau - Teupitz - Trebbin | - Treplin - Treuenbrietzen - Triglitz - Tröbitz - Tschernitz - Turnow-Preilack |

## U
| - Uckerfelde - Uckerland | - Uebigau-Wahrenbrück | - Unterspreewald |

## V
| - Velten - Vetschau/Spreewald | - Vielitzsee - Vierlinden | - Vogelsang |

## W
| - Waldsieversdorf - Walsleben - Wandlitz - Weisen - Welzow - Wendisch Rietz - Wenzlow - Werben | - Werder (Havel) - Werneuchen - Wiesenau - Wiesenaue - Wiesenburg/Mark - Wiesengrund - Wildau - Wittenberge | - Wittstock/Dosse - Wollin - Woltersdorf - Wriezen - Wusterhausen/Dosse - Wustermark - Wusterwitz |

## Z
| - Zechin - Zehdenick - Zernitz-Lohm - Zeschdorf | - Zeuthen - Zichow - Ziesar | - Ziethen - Ziltendorf - Zossen |